# 카툰 네트워크 (캐나다의 텔레비전 채널)
카툰 네트워크(Cartoon Network)는 코러스 엔터테인먼트가 운영하는 캐나다의 영어 텔레비전 채널이다. 어린이와 청소년을 대상으로 한 TV 애니메이션을 방송한다.

## 역사
1996년 캐나다 방송통신위원회(CRTC)로부터 방송사업 허가를 받은 텔레툰(Teletoon)은 1997년 10월 17일 《호야네 집》의 첫 번째 에피소드로 방송을 시작했다.
2023년 2월 21일, 코러스 엔터테인먼트는 텔레툰이 카툰 네트워크로, 이미 존재하는 카툰 네트워크 채널은 부메랑으로 3월 27일에 리브랜딩되고, 텔레툰 브랜드는 동명의 프랑스어 채널과 스트리밍 서비스로 유지할 것이라고 발표했다.